# Aloina collina
Aloina collina är en bladmossart som beskrevs av Valentin Torka 1926. Aloina collina ingår i släktet toffelmossor, och familjen Pottiaceae. Inga underarter finns listade i Catalogue of Life.